# Two World Financial Center
Two World Financial Center je mrakodrap na Manhattanu v New Yorku. Je součástí komplexu Světového finančního centra (World Financial Center) a se svými 44 patry a s výškou 197 metrů je druhou nejvyšší stavbou tohoto komplexu hned po Three World Financial Center. Výstavba probíhala v letech 1985–1987 podle návrhu, který vypracoval architekt César Pelli. Budova obsahuje asi 231 000 m2 pronajímatelné kancelářské plochy.